# Чжан Цзевень
Чжан Цзевень (спрощ.: 张洁雯; кит. трад.: 張潔雯; піньїнь: Zhāng Jiéwén; 4 січня 1981, Гуанчжоу, провінція Гуандун, КНР) — китайська бадмінтоністка, олімпійська чемпіонка.
Виступає за спортивний клуб провінції Гуандун. Срібна призерка чемпіонату світу 2001 року в парному жіночому розряді разом з Вей Ілі. Багаторазова переможниця турнірів Гран-Прі.
На літніх Олімпійських іграх 2004 в Афінах в парному жіночому розряді разом з Ян Вей виборола золоту медаль. На літніх Олімпійських іграх 2008 в Пекіні вони посіли п'яте місце.